# Canet-en-Roussillon
Canet-en-Roussillon är en kommun i departementet Pyrénées-Orientales i regionen Occitanien i södra Frankrike. Kommunen ligger i kantonen Canet-en-Roussillon som tillhör arrondissementet Perpignan. År 2022 hade Canet-en-Roussillon 13 005 invånare.

## Administration

### Borgmästare

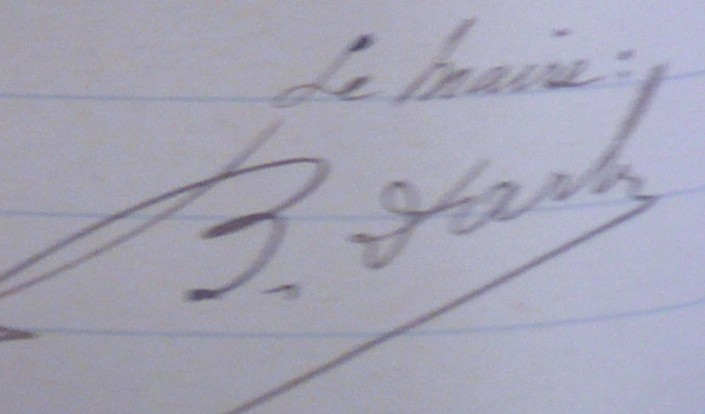
Undertecknats av borgmästaren Basile Darbon år 1910.

| Borgmästare                                 | Ämbetsperiod       |
| ------------------------------------------- | ------------------ |
| Joseph Cassanyes                            | 1790-1792          |
| Jacques Bonet                               | 1792-1795          |
| Jacques Cassanyes                           | 1796-1797          |
| Julien Canal                                | 1798-1798          |
| Jacques Cassanyes                           | 1799-1800          |
| Jacques Bonet                               | 1800-1813          |
| Joseph Cassanyes                            | 02.1813-28.10.1814 |
| Saturnin Cargoles                           | 1814-1826          |
| Antoine Gaux                                | 1826-1831          |
| Joseph Cassanyes fils                       | 1831-1848          |
| Julien Canal fils (provisorisk borgmästare) | 03.1848-06.1848    |
| Pierre Roger (provisorisk borgmästare)      | 06.1848-09.1848    |
| Joseph Cassanyes                            | 09.1848-08.1851    |
| Julien Canal (provisorisk borgmästare)      | 08.1851-12.1851    |
| Julien Canal                                | 1851-1865          |
| Jean Bartissol                              | 1865-09.1870       |
| Michel Pages                                | 09.1870-12.1870    |
| Joseph Berga                                | 1870-1874          |
| Côme Roger                                  | 1874-1881          |
| Jean Lafon                                  | 1881-1890          |
| Jacques Xamma                               | 1891-1892          |
| Henri Castany                               | 1892-1904          |
| Basile Darbon                               | 1904-05.1912       |
| Isidore Boutet                              | 05.1912-1918       |
| François Alies                              | 1918-1919          |
| Joseph Lafon                                | 1920-1925          |
| Jacques Xamma                               | 1925-1930          |
| Joseph Lafon                                | 1929-1930          |
| Gabriel Henric                              | 1930-1941          |
| Désiré Riu                                  | 1941-1943          |
| Pierre Fourcade                             | 1943-1944          |
| Gabriel Henric                              | 1944-1947          |
| Joseph Pagès                                | 1947-1950          |
| François Moudat                             | 1950–1965          |
| Christian Brignieu                          | 1965–1966          |
| François Moudat                             | 1966–1971          |
| Jacques Coupet                              | 1971–1989          |
| Arlette Franco                              | 1989–2010          |
| Bernard Dupont                              | 2014-              |

## Befolkningsutveckling
Antalet invånare i kommunen Canet-en-Roussillon
| Referens: INSEE |